# Šime Špralja
Šime Špralja (Zara, 6 dicembre 1983) è un ex cestista croato.

## Palmarès
- Campionato croato: 1

Zadar: 2004-05
- Coppa di Croazia: 2

Zadar: 2003, 2005
- Campionato bosniaco: 4

Široki: 2006-07, 2008-09, 2009-10, 2010-11
- Coppa di Bosnia ed Erzegovina: 2

Široki: 2008, 2011
- Coppa di Polonia: 1

Trefl Sopot: 2013
- Supercoppa polacca: 1

Trefl Sopot: 2012
- Lega Adriatica: 1

Zadar: 2002-03